# C86 (cassette audio)
c86 est une cassette audio publiée en 1986 par le magazine britannique New Musical Express, présentant de nouveaux groupes provenant de labels indépendants de l'époque. Elle fait suite à d'autres compilations thématiques du magazine musical, notamment la c81. La formule en est rapidement venue à désigner un genre musical essentiellement réputé pour son attrait pour les sons de guitares à la Byrds, le bruit de The Velvet Underground et les mélodies célestes bien que d'autres genres musicaux étaient représentés sur la cassette. Inspiré par l'esprit Do it yourself des punks,  il est devenu l'un des genres les plus tournés en dérision de la musique britannique de ces trente dernières années, utilisé en tant que repoussoir parce qu'associé à une certaine mièvrerie musicale (le terme Twee Pop repris positivement par les groupes) et des compositions de facture approximative. Finalement beaucoup estiment que cette publication fut un moment-pivot pour la musique indépendante au Royaume-Uni. 

## Les morceaux

### Face A
1. Primal Scream - Velocity Girl
2. The Mighty Lemon Drops - Happy Head
3. The Soup Dragons - Pleasantly Surprised
4. The Wolfhounds - Feeling So Strange Again
5. The Bodines - Therese
6. Mighty Mighty - Law
7. Stump - Buffalo
8. Bogshed - Run to the Temple
9. A Witness - Sharpened Sticks
10. The Pastels - Breaking Lines
11. Age of Chance (en) - From Now On, This Will Be Your God

### Face B
1. Shop Assistants - It's Up to You
2. Close Lobsters - Firestation Towers
3. Miaow (en) - Sport Most Royal
4. Half Man Half Biscuit (en) - I Hate Nerys Hughes (From The Heart)
5. The Servants - Transparent
6. Mackenzies - Big Jim (There's no pubs in Heaven)
7. Big Flame - New Way (Quick Wash And Brush Up With Liberation Theology)
8. We've Got A Fuzzbox And We're Gonna Use It (en) - Console Me
9. McCarthy - Celestial City
10. The Shrubs - Bullfighter's Bones
11. The Wedding Present - This Boy Can Wait